# Magna via (Rakousko-Uhersko)
Magna via byla důležitá cesta v bývalém Rakousku-Uhersku, která vedla přes dnešní Rakousko, Slovensko, Maďarsko, Rumunsko a Ukrajinu. Používala se pro přepravu osob a pošty.

## Historie
Historie císařsko-královské poštovní cesty sahá do období osmanských válek. Obsazení jižních oblastí monarchie vojsky tureckého sultána Solimána po bitvě u Moháče v r. 1526 způsobilo přetržení spojení Vídně se středoslovenskými hornickými městy a ostatním východním územím. Složitá situace v monarchii (zejména mocenský zápas mezi rakouským arcivévodou Ferdinandem Habsburským a sedmihradským vévodou Janem Zápolským a ničivé vpády tureckých vojsk) vedly k mnoha změnám a v oblasti dopravních spojení k přesunu hlavních cest do oblastí, které byly vzdálené a bezpečnější.
Na rozkaz již panovníka Ferdinanda I. (1526-1564) začal Matyáš Taxis budovat nové poštovní a dopravní spojení. Ke čtyřem tratím (z Vídně do Lvova, z Vídně do Cařihradu, z Vídně do Kronštatu a z Vídně do Karlstadtu) přibyla v roce 1550 jedna z nejdelších poštovních a dopravních spojnic, která měla celkem 56 poštovních stanic. Nová královská poštovní cesta vedla z Vídně přes Bratislavu, Trnavu, Hlohovec, Topoľčany, Prievidzu, Ružomberok, Lučivnou, Levoču, Prešov, Michalovce do Sobrance a dále do Mukačeva, Debrecínu a do Hermannstadtu.
V 18. století se dobudovávaly další poštovní přepřahací stanice a cesta Via Magna se větvila a síťovala i do regionů, které se hospodářsky rozvíjely. Jednotlivé poštovní stanice byly původně od sebe vzdáleny dvě poštovní míle (asi 15 km) a patřily k ním i objekty stravovací, ubytovací a také hospodářské budovy pro ustájení tažných a jezdeckých koní. Poštovní stanici spravoval magister postae, kterému podléhali postilioni. Ti vykonávali samotnou dopravu, původně na koních a později na poštovních vozech – diligenciích. Svůj příchod oznamovali trubkou, která zůstala dodnes symbolem pošty.